# Jaime Ramírez Gómez
Jaime Ramírez Gómez (Chía, 6 de marzo de 1939 - Bogotá, 17 de noviembre de 1986) fue un  policía colombiano.
Oficial de la Policía Nacional de Colombia, desde la década de 1970 lideró una lucha en contra del narcotráfico en su país, por lo cual llegó a ser director de la Unidad Antinarcóticos y trabajó en equipo con el ministro de Justicia Rodrigo Lara Bonilla para combatir al Cartel de Medellín. El mayor golpe dado a los mafiosos fue la operación dirigida por él, en coordinación con el Ministerio de Justicia y la DEA con el allanamiento de Tranquilandia, un vasto territorio ubicado entre los departamentos del Caquetá y Meta, dedicado al procesamiento de drogas ilícitas. La operación se realizaba el 7 de marzo de 1984 y marcó el inicio de hostilidades del Cartel de Medellín contra del gobierno colombiano, lo que llevó al asesinato del mismo Ministro de Justicia el 30 de abril del mismo año y al del coronel dos años después.
El 10 de agosto de 1992, seis años después de su asesinato la Secretaría Jurídica de la Presidencia de la República, decretaba su ascenso póstumo a Brigadier General, cargo que hubiese asumido el 10 de diciembre de 1986, un mes después de su muerte.

## Alias El Mocho y la Reina de la Coca
Las luchas del coronel Ramírez comienzan en la década de 1970 cuando lidera el desmantelamiento de una banda de falsificadores y narcotraficantes en Bogotá bajo el mando de Iván Darío Carvalho, alias el Mocho, un brasileño que tenía identificaciones como colombiano, nacido supuestamente en Medellín. En un operativo de la policía en abril de 1975, fue arrestado el Mocho y en su residencia se incautó cocaína por un valor de 150 millones de pesos, numerosos pasaportes falsos y sellos de caucho para imprimir visas. Días después la policía allanó un predio de El Mocho en Tena (Cundinamarca), en donde se hallaron nexos con Verónica Rivera de Vargas, alias la Reina de la Cocaína.

## Jefe de la Unidad Antinarcóticos
La lucha del coronel Ramírez contra traficantes de drogas ilícitas, le valió el ascenso a jefe de la Unidad Antinarcóticos, justo cuando otro líder colombiano en contra del crimen organizado y la corrupción llegaba a la cartera del Ministerio de Justicia: Rodrigo Lara Bonilla. Ambos comenzaron un registro con evidencias de personas dedicadas al narcotráfico para un total de 30 personas, lo que le permitió al Ministro iniciar una campaña de paralización de operaciones aéreas sospechosas que significarían un duro golpe a la mafia, así como poner en evidencia la presencia de dineros sucios en el mundo de la política e incluso el deporte.
Las acciones judiciales del ministro Lara en contra de las mafias lideradas por Pablo Escobar Gaviria, Gonzalo Rodríguez Gacha, Carlos Lehder, los hermanos Ochoa (Fabio, Jorge y Juan David Ochoa), todos conocidos como el Cartel de Medellín, lo convertirían en un objetivo de muerte. Las medidas de protección al Ministro y su familia fueron estrictas y en su seguridad participó el Coronel Ramírez y la DEA, quienes frustraron un primer intento de asesinato al Ministro en Medellín, lo que dio como resultado la captura del estadounidense Joseph Harold Rosenthal, alias Edward John Burn, relacionado con el lavado de dineros asociado al narcotráfico.
El siguiente gran golpe a las mafias lo lideraría en persona el Coronel Ramírez secundado por el ministro Lara y la DEA con el desmantelamiento de un inmenso campo de producción de cocaína escondido en las selvas entre los departamentos de Caquetá y Meta, a lo largo del río Yarí. El lugar era llamado por la misma mafia como Tranquilandia y en él fueron incautados 1.500 kilos de cocaína y arrestadas 40 personas en la llamada "Operación Yarí 84" que tuvo lugar el 7 de marzo de 1984. El complejo cocalero contaba con nueve laboratorios, ocho pistas de aterrizaje, puesto de salud y comunicaciones e instalaciones con todos los servicios básicos como agua y electricidad. Además, inmovilizó las avionetas Cessna HK 3064, HK 3007 -matriculadas en Colombia- N 3271 y YV 1085 P- matriculadas en el exterior. También, el helicóptero Huges 500, de matrícula colombiana HK 2704 X que, tal como lo reveló este diario el pasado domingo, era de Aerofotos Amórtegui Ltda., un negocio de toma de fotos aéreas del que Alberto Uribe Sierra, padre del dos veces presidente Álvaro Uribe, fue socio hasta su muerte, en junio de 1983, nueve meses antes de la operación contra el narcotráfico.
La destrucción de Tranquilandia significó el inicio de la guerra frontal del Cartel de Medellín en contra del Estado colombiano, la cual comenzaron con el asesinato del Ministro Lara Bonilla el 30 de abril de 1984, siete semanas después.

## Asesinato
La Muerte del ministro Lara traería consecuencias desastrosas para Colombia y para los mismos mafiosos, quienes a su vez se convirtieron en objetivo militar, mientras el país se dividió entre quienes se dejaban comprar y aquellos que luchaban, muchas veces sin el apoyo institucional necesario, en contra de una mafia que aunque herida, era poderosa y que comenzó una escalada de homicidios contra líderes políticos, jueces, policías, periodistas y todo aquel que se opusiera.
Rápidamente el coronel Ramírez estuvo en la lista negra del Cartel de Medellín. Él mismo contribuyó para que las investigaciones por la muerte del ministro no quedaran en la impunidad y logró vincular a gente de Pablo Escobar en el crimen. Pero también supo de la orden del capo para asesinarlo y el dinero que fue ofrecido para ello.
A pesar de que estaba a punto de viajar al exterior, la mafia no dio tregua y sicarios lo esperaron la tarde del 17 de noviembre de 1986 cuando regresaba a Bogotá con su familia saliendo del municipio de Sasaima. Iba sin escolta la cual fue destruida por los mismos asesinos. Le comenzaron a disparar desde un Renault 18 color verde, lo que le hizo perder el control de su propio vehículo y se estrelló en contra de una roca, no lejos de una estación de la Policía. Los sicarios se acercaron al vehículo del Coronel y lo remataron delante de su esposa e hijos.
La muerte del coronel Ramírez fue sólo una estación en la guerra macabra de la mafia en contra del Estado colombiano para tratar de doblegarlo, pero fue también un hito histórico para comenzar a fortalecer contra reloj y con la ayuda de la DEA los aparatos de seguridad que llevarían a perseguir hasta el fin a los principales cabecillas del Cartel de Medellín.

## Legado
Su figura fue ganando importancia especialmente por el testimonio escrito y oral de diferentes autores que describieron sus hazañas, incluidos algunos de sus antiguos enemigos, como Jhon Jairo Velásquez, alias Popeye, lugarteniente de Pablo Escobar y que publicó el libro Sobreviviendo a Pablo Escobar (2015), donde narra muchos crímenes del Cartel de Medellín.

### Menciones honoríficas
El coronel Ramírez fue asesinado un mes antes del que sería su ascenso a Brigadier General. Pero días después de su muerte, fue negado el ascenso póstumo por un informe de la Dirección de la Policía que aseguraba que su muerte no se había dado en actividad policial. Después de una batalla legal que sumó siete años de espera, la presidencia de César Gaviria le concedió por fin el ascenso póstumo.

### Representaciones en series de televisión
- En la serie de Caracol Televisión Escobar, el patrón del mal (2012) dirigida por Carlos Moreno y que representa la vida del capo Pablo Escobar Gaviria, el coronel Jaime Ramírez es llamado "Coronel Jairo Jiménez" y es interpretado por el actor Julio Pachón.
- Su nombre no se dio en la serie Tres caínes (2013) producida por RTI Producciones para el Canal RCN.
- En la serie Alias el Mexicano (2013) producida por Fox Telecolombia y dirigida por Diego Mejía y Mónica Botero, el coronel Ramírez es interpretado por el actor Rafael Novoa y el personaje conserva el mismo nombre de la vida real. En esta serie el coronel Ramírez tiene un rol protagónico junto al ministro Lara Bonilla y otras personas ficticias que representan la lucha de numerosas personas que se enfrentaron a la mafia a pesar de que ponían en riesgo su vida.